# 유성의 입맞춤
〈유성의 입맞춤〉(일본어: 流星のくちづけ 류세노쿠치즈케[*])은 9nine의 10번째 싱글이다. 2012년 6월 20일에 SME Records로부터 발매되었다.

## 개요
〈소녀 트래블러〉이후 5개월만의 싱글이자, 앨범 《9nine》의 릴리즈후 첫 싱글이다. 〈Cross Over〉로부터 여섯 작품 연속으로 타이틀곡이 타이업됐다. 또한 리뉴얼후 첫 연속드라마 주제가로 TBS 드라마NEO 《방과후는 미스터리와 함께》 주제가로도 사용되었다. 통상반 외에도, DVD에 〈유성의 입맞춤〉의 뮤직 비디오나 메이킹 영상이 수록된 A버전, 2012년 1월 28일에 시나가와 스테라볼에서 실시된 "원맨 9nine ~줄여서 "원나이" 스페셜!!~"의 영상이 수록된 B,  C버전의 세가지 초회생산한정반까지 모두 4가지 형태로 발매되었다. 오리콘 차트에서 데뷔 이후 첫 데일리 5위에 진입했으며, 주간 차트도 10위로 전작에 연이어 TOP10에 올랐다.

## 수록곡
1. 流星のくちづけ
  - 작사：市川喜康、작곡：TSUKASA、편곡：ha-j
2. いける、いける!
  - 작사：Keiko Takahashi、작곡：Tatsuya Kurauchi、편곡：Kousuke Noma
3. 夏 wanna say love U (tofubeats remix)
4. 流星のくちづけ (Instrumental)
5. いける、いける! (Instrumental)

## 첫회 특전
1. DVD
  - 초회생산한정판A
    1. 〈流星のくちづけ〉Music Video
      - 監督・福居英晃‏

    2. 〈流星のくちづけ〉Music Video Making
    3. 〈流星のくちづけ〉Dance Shot ver.

  - 초회생산한정판B
    - 『ワンマン9nine〜略して”ワンナイ”スペシャル!!〜＠品川ステラボール／2012.1.28』라이브영상
      1. 〈チクタク☆2NITE〉
      2. 〈少女トラベラー|モノクロ〉
      3. 〈Cross Over〉

  - 초회생산한정판C
    - 『ワンマン9nine〜略して”ワンナイ”スペシャル!!〜＠品川ステラボール／2012.1.28』라이브영상
      1. 〈少女トラベラー〉
      2. 〈夏 wanna say love U〉
      3. 〈SHINING☆STAR〉
2. 트레이드 카드 (전12종・각종공통특전)

## 타이업
| 곡명          | 타이업                                            |
| ------------- | ------------------------------------------------- |
| 유성의 입맞춤 | TBS 드라마NEO 《방과후는 미스터리와 함께》 주제가 |

## 참조
1. ↑  9nine official fanclub｜ナインオフィシャルファンクラブ (2012년 4월 14일). “9nine、Newシングル〈流星のくちづけ〉が連ドラ主題歌に!”. 2012年4月14日에 확인함. [깨진 링크(과거 내용 찾기)]
2. ↑  9nine official fanclub｜ナインオフィシャルファンクラブ (2012년 5월 5일). “6/20(水)リリース、9nineニューシングル〈流星のくちづけ〉CD商品形態発表!”. 2012年5月5日에 확인함. [깨진 링크(과거 내용 찾기)]